# Robert West (peintre)
Pour les articles homonymes, voir Robert West et West.
Robert West est un dessinateur, peintre et enseignant irlandais, né à Waterford vers 1710, et mort à Dublin en 1770.

## Biographie
Robert West était le fils d'un alderman, un membre du conseil municipal de la ville de Waterford. Il serait le fils de Robert West, sheriff et maire de Waterford en 1740, d'après Neil Jeffares.
Il a étudié le dessin et la peinture à Paris, à l'académie royale de peinture et de sculpture avec François Boucher et Carle van Loo. Il y a remporté un premier prix de dessin d'après Carey, mais aucune trace n'en a été trouvée dans les archives de l'Académie.
Il est probablement passé par l'Angleterre avant d'aller à Paris car il existe une peinture dont le titre est Thomas Smith and his family at tea signé « R. West fecit 1735 ».
Après ses études à Paris, Robert West est rentré en Irlande et s'est installé à Dublin.
Il est connu pour ses portraits à la craie et aux crayons.
Une guilde de peintres a été fondée à Dublin en 1670, mais il faut attendre la création de la première école d'art en Irlande pour assurer un développement des arts dans ce pays.
Robert West a été un personnage important dans le développement de l'enseignement des arts en Irlande en participant à la fondation d'une école privée sur George's Lane dont il a été le premier directeur enseignant, en 1746. On n'enseignait pas alors la peinture à l'huile. L'enseignement portait sur le dessin, le design et l'ornementation.
La Dublin Society, devenue plus tard la Royal Dublin Society, a été fondée en 1731. Elle a ouvert en 1757 son propre enseignement du dessin à Shame's Court, sur Dame Street. La Dublin Society a alors approché Robert West en lui proposant de devenir le directeur de cette école. Robert West a accepté cette proposition de diriger et d'enseigner à la Dublin Society's Drawing School. Malheureusement, en 1763, il est devenu mentalement dérangé et il a dû être remplacé à la direction de l'école par un de ses élèves, Jacob Ennis. Ce dernier y a enseigné jusqu'à sa mort, en 1770. Robert West a alors retrouvé sa place de directeur, mais pour peu de temps puis qu'il est mort la même année.

## Famille
- Robert West a eu de sa femme Maria quatre enfants baptisés à l'église St Andrew de Dublin, entre 1749 et 1756,
  - Francis Robert West (vers 1749-1809)[3], fils aîné et élève de son père, il l'a remplacé à sa mort comme directeur de la Dublin Society Schools,
    - Robert Lucius West (vers 1774-1850)[4], il a succédé à la direction de la Dublin Society Schools à la mort de son père.